# Huston (contea di Blair)
Huston è una township degli Stati Uniti d'America, nella contea di Blair nello Stato della Pennsylvania. Secondo il censimento del 2000 la popolazione è di 1.262 abitanti.

## Società

### Evoluzione demografica
La composizione etnica vede una maggioranza di quella bianca (99,37%), seguita dagli afroamericani (0,32%) dati del 2000.
| township di Huston Popolazione |       |
| 2000                           | 1.262 |
| Stima al 2009                  | 1.297 |